# Galina Mazin-Datloof
Galina Mazin-Datloof (Geburtsname: russisch Галина Николаевна Дятлова/Galina Nikolajewna Djatlowa; * 9. September 1949 in Rajewka, Uralgebiet, Sowjetunion) ist eine russisch-israelische Malerin. Heute arbeitet sie auch als Karikaturistin und Illustratorin.

## Leben
Galina Mazin-Datloof studierte von 1970 bis 1975 an der Moskauer Akademie der Künste. Währenddessen begann sie, für verschiedene Moskauer Theater Bühnenbilder und Kostüme zu entwerfen.
1977 nahm sie mit ihrer Diplomarbeit an der Nationalen Ausstellung der Szenografie (Theater- und Kinomalerei) in der Manege, eine der größten Ausstellungshallen von Moskau, teil. Danach lebte sie als freischaffende Malerin und Bühnenbildnerin in Moskau.
Im Jahr 1990 emigrierte Mazin-Datloof mit ihrem Ehemann nach Israel, seit 2012 lebt und arbeitet sie in Bernau bei Berlin.

## Ausstellungen
- 1977: Ausstellung von Theater- und Filmkünstlern in Moskau (Sowjetunion)
- 1979: Gruppenausstellung in Leningrad (Sowjetunion)
- 1981: Biennale in Vilnius (Litauen, Sowjetunion)
- 1988: Triennale in Riga (Lettland, Sowjetunion)
- 1978–1990: verschiedene Ausstellungen in Kaliningrad (Sowjetunion)
- 1990 und 1992: Ausstellungen im Rybak-Museum in Bat-Yam (Israel)
- 1993: Ausstellung in der Beit Ali Gallery in Ashkelon (Israel)
- 1995: Ausstellung „The Khan“ in Ashkelon (Israel)
- 1994–1997: jährliche Art-Expo in New York (USA)
- 1998: Ausstellung in der Bruno-Gallery in Tel Aviv (Israel)
- 1999: Gruppenausstellung in Deutschland
- 2000: Art-Expo in Miami und in New York, Art21 in Las Vegas (USA)
- 2004–2006: jährliche Art-Expo in New York (USA)
- 2007: eigene Ausstellung, Beit Sokolov, Tel Aviv (Israel)
- 2009: Galerie „Zamarot“, Herzliya (Israel)
- 2013: Galerie Vinogradov, Berlin (Deutschland)
- 2013: Galerie „Lev-Toi“, Berlin (Deutschland)
- 2014–2015: persönliche Ausstellungen, Bernau